# بحيرة أوكوتاما

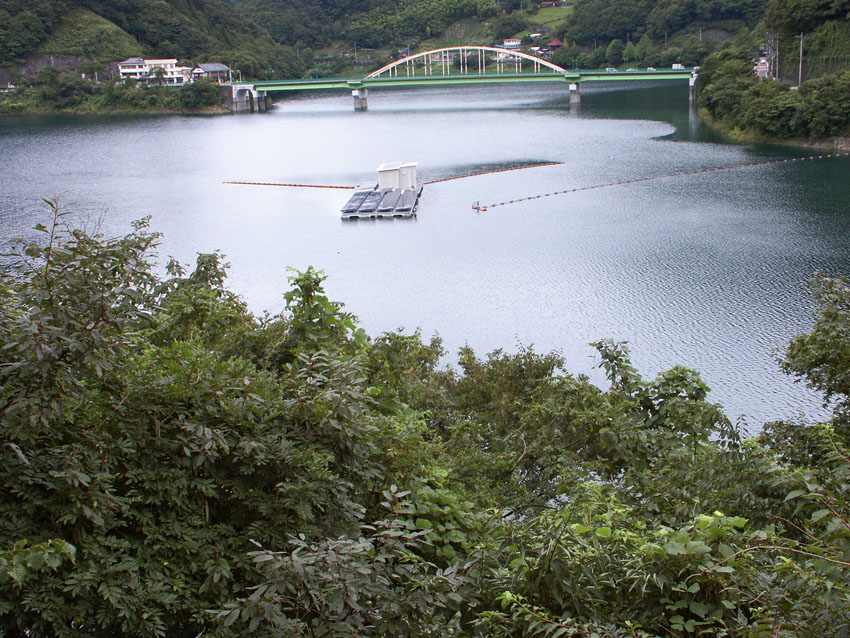
بحيرة أوكوتاما

بحيرة أوكوتاما (باليابانية: 奥多摩湖 أوكوتاما-كو) هي بحيرة تقع في طوكيو، و محافظة ياماناشي في اليابان. تشكل البحيرة جزءا كبيرا من بلدة أوكوتاما في مقاطعة نيشيتاما، طوكيو بالإضافة إلى قرية تاباياما، مقاطعة كيتاماتسو في محافظة ياماناشي. تعتبر بحيرة تاما من أهم المصادر المائية لطوكيو.

## معلومات
- ارتفاع السد : 149 متر
- عرض السد : 353 متر
- العمق الأعظم 142 متر
- المحيط الأعظمي : 45.37 كم
- مساحة السطح الأعظمي : 4.25 كم مربع
- تاريخ الانتهاء من العمل : 1957
- توفي أثناء الأعمال 87 شخص